# Perjiva semicyclosa
Perjiva semicyclosa är en stekelart som beskrevs av Jonathan och Gupta 1973. Perjiva semicyclosa ingår i släktet Perjiva och familjen brokparasitsteklar. Inga underarter finns listade i Catalogue of Life.